# Юлій Асклепіодот
Юлій Асклепіодот (лат. Julius Asclepiodotus; пом. після 303) — державний та військовий діяч Римської імперії за часів імператорів Діоклетіана та Максиміана, консул 296 року. Відомий завдяки військовій перемозі над британським узурпатором Аллектом у 296 році.

## Життєпис
Про походження Асклепіодота немає відомостей. Розпочав службу за імператора Авреліана. За часів імператора Проба отримав посаду дукса. У 292 році разом з Афранієм Ганнібаліаном обіймав посаду консула. У 293 році отримав посаду префекта преторія. У 296 року цезар та зять імператора Максиміана Констанцій Хлор очолив римську армію проти самопроголошеного імператора Аллекта. Констанцій призначив Асклепіодота командувачем римського флота. На цій посаді він завдав рішучої поразки флоту франків, союзників Аллекта.
У 296 році Асклепіодот організував переправу римської армії до Британії. Під прикриттям густого туману, який покрив море і британський берег, ескадра римлян вийшла в море. Незважаючи на бурхливе море і бічний вітер, римляни подолали протоку і, майстерно обійшовши загороджувальний кордон, виставлений Аллектом в гирлі Темзи, десантували війська на західному узбережжі острова. Асклепіодот демонстративно спалив свої кораблі, не бажаючи давати військам привід до відступу. Після втечі Аллекта з полю бою та подальшої загибелі Британія знов була повернута до складу імперії.
Дії Асклепіодота настільки вразили місцевих бритів, які підтримували Каравзія та Аллекта, що склався міф про оголошення Асклепіодота королем Британії. Ймовірно, Асклепіодот і надалі залишався в Британії при Констанції під час перебування того на острові. Втім, про подальшу діяльність Асклепіодота немає жодних відомостей.